# Ira Arthur Hirschmann
Ira Arthur Hirschmann (* 7. Juli 1901 in Baltimore; †  9. Oktober 1989 in New York City) war ein amerikanischer Geschäftsmann, Diplomat, Fluchthelfer und Nahostexperte.

## Frühe Jahre
Er wurde 1901 in eine wohlhabende Familie in Baltimore geboren und besuchte zwei Jahre die Johns Hopkins University. Anschließend arbeitete er für L. Lamberger and Co. In Newark,  Lord & Taylor, Saks Fifth Avenue und dann bei Bloomingdale’s als Vizepräsident. Dort begann er  mit Fernseh- und Radiostationen zu experimentieren. Der WABF als ein Radiosender für klassische Konzerte, der in den 1940er Jahren sendete, entstand daraus.

## Einsatz gegen den Nationalsozialismus
1933 traf der an Politik und Regierungsarbeit interessierte Hirschmann Fiorello LaGuardia, der sich damals um das Amt des New Yorker Bürgermeisters bewarb. Er wurde dessen langjähriger Berater und Problemlöser. Für ihn wurde er während des Krieges Mitglied des Board of Higher Education. Er wurde auch Vorstandsvorsitzender der University in Exile und bemühte sich erfolgreich viele führende Intellektuelle aus Europa zu holen.

### Boykottmaßnahmen
Hirschmann organisierte Mitte der 1930er Jahre den ersten amerikanischen Boykott gegen deutsche Waren. Als ehemaliges Vorstandsmitglied der New Yorker Philharmoniker organisierte er 1936 auch einen Boykottaufruf, der von Gewerkschaften und Bürgermeister LaGuardia unterstützt wurde und verhinderte, dass Wilhelm Furtwängler Dirigent an der Philharmonie werden konnte. Auslöser war eine von Hermann Göring lancierte vage Meldung, dass Furtwängler seine Aktivitäten an der Berliner Staatsoper als Gastdirigent zusätzlich zu seiner Berufung nach New York wieder aufnehmen würde. Das wurde in Amerika wie erwartet als die Wiederaufnahme von offiziellen Funktionen im NS-Staat interpretiert und Furtwängler galt dort somit als NS-Funktionär. Göring erreichte damit sein Ziel, Furtwängler in Deutschland zu halten.

### Rettungsmaßnahmen
Nach dem Anschluss Österreichs 1938 reiste er nach Wien, wo er für mehr als 200 auswanderungswillige Juden die finanzielle Verantwortung für eine Einreise in die USA übernahm.
Hirschmann wollte sich für die Rettung der Juden in Europa einbringen. Er wurde mit John Gunther und Peter Bergson (Hillel Kook) vom Emergency Committee to Save the Jewish People of Europe bekannt und dann von der Bergson-Gruppe dem War Refugee Board (WRB) empfohlen. Hirschmann wurde im Februar 1944 der Repräsentant des WRB an der US-Botschaft in der Türkei. Sein Projekt, einen Fluchtweg über den Balkan in das Mandatsgebiet Palästina zu organisieren, hatte wegen der Widerspenstigkeit der rumänischen, bulgarischen und türkischen Behörden wenig Erfolg. Im Frühling und Sommer konnte die Jewish Agency mit der Unterstützung des WRB und finanziert durch die jüdische Hilfsorganisation Joint Distribution Committee dagegen 2.700 Flüchtlinge von Rumänien über das Schwarze Meer in die Türkei bringen, bevor die Deutschen mit Beschuss durch Kriegsschiffe weitere solche Aktionen unterbanden. Mit rumänischen Ministeriellen in der Türkei vereinbarte Hirschmann, dass 48.000 Juden, die in Transnistrien in rumänischen Konzentrationslagern interniert waren, in das innere Rumäniens verlegt wurden. Damit waren sie aus der unmittelbaren Gefahrenzone gebracht, die durch den bevorstehenden Rückzug der deutschen Streitkräfte durch Transnistrien entstand.
Am 22. Juni 1944 empfing Hirschmann Joel Brand, der ein vages Verhandlungsangebot im Auftrag von Adolf Eichmann mit ihm besprach. Im Gegenzug für die Lieferung von zehntausend Lastwagen sollten die noch lebenden Juden Europas vor der Ermordung bewahrt werden. Hirschmann sandte die Information an das WRB mit der Empfehlung, Geheimtreffen an einem neutralen Ort darüber zu führen. Solche Gespräche fanden nie statt und britische und amerikanische Zeitungen berichteten im Juli 1944 vom „monströsesten Erpressungsversuch der Geschichte“.
In Istanbul entwarf der apostolische Nuntius in der Türkei Giuseppe Roncalli (der spätere Papst Johannes XXIII.) mit Hilfe von Hirschmann die ersten Schritte zur Umsetzung der Operation Taufe zur Rettung ungarischer Juden. Das WRB sollte Massentaufen von Juden mit den katholischen Würdenträgern in Ungarn vereinbaren und die Juden würden Taufzertifikate erhalten, die auch von den Nationalsozialisten als gültige Papiere anerkannt würden, welche die Ausreise ermöglichen würden. Nach der Vereinbarung zwischen dem Nuntius und Hirschmann, sollte es keine erzwungene Konversion bedeuten, denn niemand wäre gezwungen, in der katholischen Kirche zu bleiben, ja die Zertifikate könnten auch ohne das Sakrament der Taufe ausgestellt werden. Nach Unterlagen des Nürnberger Prozesses wurden so 24.000 Juden gerettet, während katholische Quellen von 80.000 sprechen.

## Nachkriegszeit
Nach dem Krieg war Hirschmann für die United Nations Relief and Rehabilitation Administration zur Repatriierung von Displaced Persons als besonderer Berichterstatter auf Wunsch von LaGuardia tätig.
Später wurde er einer der führenden amerikanischen Nahostexperten und verfasste mehrere Bücher zu Nahostthemen.

## Werke
- Life line to a promised Land. Vanguard Press, 1946
- Oil and Blood Don't Mix. Independent Citizens. Committee of the Arts, Sciences and Professions, 1946
- The Embers Still Burn:An Eye-witness View of the Postwar Ferment in Europe and the Middle East and Our Disastrous Get-soft-with-Germany Policy.  University of California, 1949
- Caution to the Winds. D. McKay, 1962
- Red Star Over Bethlehem: Russia Drives to Capture the Middle East. Simon & Schuster, 1971, ISBN 978-0-671-20849-3
- The Awakening: The Story of the Jewish National Fund. Shengold, 1981, ISBN 978-0-88400-073-0
- Questions and Answers about Arabs and Jews. Bantam, 1977, ISBN 978-0-553-11199-6
- Obligato: untold tales from a life with music. Autobiographie, Fromm International Publishing, New York, ISBN 0-88064-154-1.